# ۴ شعبان
۴ شعبان، چهارمین روز ماه شعبان در تقویم هجری قمری است.
در تقویم هجری قمری قراردادی این روز دویست و یازدهمین روز سال است.

## تولدها
- ۲۶ ‐ عباس بن علی (ابوالفضل)[۱]

## درگذشت‌ها
- ۴۴۰ - ابوسعید ابوالخیر عارف و شاعر ایرانی
- ۶۸۳ - شمس‌الدین جوینی در رودخانه اهر (عصر دوشنبه ۲ آبان ۶۶۳)

## وقایع
- ۹۰۵ - قیام شاه اسماعیل صفوی برای تشکیل حکومت صفویه

## مناسبت‌ها
- در ایران: روز جانباز[۱]